# Taneli Kuusisto
Taneli Kuusisto (ur. 19 czerwca 1905 w Helsinkach, zm. 30 marca 1988 tamże) – fiński kompozytor, profesor Akademii Muzycznej im. Jeana Sibeliusa w Helsinkach, 1959–1971 także jej dyrektor, dyrygent Opery Narodowej w Helsinkach, 1969–1970 jej dyrektor. Autor utworów orkiestrowych, wokalno-instrumentalnych, kameralnych, organowych i fortepianowych. W 1950 odznaczony Medalem Pro Finlandia.